# 阿尔斯特伯爵
阿尔斯特伯爵（英语：Earl of Ulster），6次作为爱尔兰贵族爵位及2次作为聯合王國貴族爵位。自1928年开始作为格洛斯特公爵的附属爵位直至今日，并由公爵的长子亞歷山大·溫莎用作礼节性头衔。阿尔斯特伯爵的妻子被称为阿尔斯特伯爵夫人。阿尔斯特是爱尔兰传统的四个省之一，由九个郡组成：其中六个郡构成北爱尔兰；其余的在爱尔兰共和国。

## 历史
在諾曼征服愛爾蘭时期，亨利二世将爱尔兰三个伯爵及领主头衔授予有功的诺曼贵族。“强弓”理查·德·卡莱尔被封为伦斯特伯爵；雨果·德·拉西被封为米斯伯爵 ；而约翰·德·柯西根据亨利二世的专利书被授予了阿尔斯特领主的头衔（后来也被封为康诺勋爵）。德·柯西很快成为德·拉西家族的竞争对手。.
尽管阿尔斯特在当时是爱尔兰最大的领土，涵盖了六分之一的爱尔兰土地。但德·柯西开始未经许可在爱尔兰大肆夺取更多土地，引起了约翰王的愤怒。米斯伯爵的儿子小休·德·莱西指责德·柯西忽视了效忠约翰王。国王致信阿尔斯特的封建贵族——德·柯西的盟友——通知他们，如果他们不说服他们的领主给予适当的效忠，他们的所有土地将被没收。后来德·拉西家族成功打败了德·柯西家族。德·拉西获得了阿尔斯特伯爵的头衔。
华特·德·伯格通过其妻子获得了阿尔斯特伯爵的头衔威廉·唐·德·伯格只有一个女儿，伊丽莎白。后来伊丽莎白嫁给了安特卫普的莱昂内尔，国王爱德华三世实际上的次子。他们唯一的孩子克拉倫斯的菲莉琶继承了阿尔斯特女伯爵的头衔。她的丈夫第三代马奇伯爵依据妻权获得了阿尔斯特伯爵的头衔。后经过菲利帕的后嗣传给了约克的爱德华。阿尔斯特伯爵爵位首次传进王室。后来爱德华打败了兰开斯特家族成为了国王，因此阿尔斯特伯爵爵位并入王位。
后来，阿尔斯特伯爵爵位被六次授予给王室成员。最近的一次是在1928年，作为格洛斯特公爵的附属头衔授予亨利王子。